# روبی بلین
روبی بلین (انگلیسی: Ruby Blaine؛ ۲۷ اوت ۱۹۰۳ – مه ۱۹۷۶) بازیگر اهل ایالات متحده آمریکا بود.
از فیلم‌هایی که وی در آن‌ها نقش داشته‌است، می‌توان به دو ملوان اشاره نمود.